# Haaronaukko
Haaronaukko är en fjärd i Finland. Den ligger i landskapet Egentliga Finland, i den sydvästra delen av landet, 210 km väster om huvudstaden Helsingfors.
Haaronaukko avgränsas av Pukkilanluoto och Haaronluoto i söder, Kaurissalo i öster, Kiparluoto i nordöst samt Iso-Tanskeri i norr. Den ansluter till Hamskerinaukko i väster.